# Nils Samuel von Koch
Nils Samuel von Koch (i riksdagen kallad von Koch i Augerum), född 10 mars 1801 i Skee socken, Bohuslän, död 13 juni 1881 på godset Augerum i Blekinge, var en svensk ämbetsman, justitiekansler och politiker. Han var son till majoren Nils Koch, adlad von Koch år 1815.
Koch tog 1820 juridisk ämbetsexamen i Uppsala. 1825 blev han kopist i Justitierevisionsexpeditionen samt utnämndes 1841 till respektive tillträdde som expeditionschef i Justitiestatsexpeditionen; 1844 fick han förordnande och 1848 fullmakt som justitiekansler; han tog avsked 1866.
Koch var 1845–1850 ledamot av lagberedningen och innehade, förutom åtskilliga andra allmänna uppdrag, ordförandeskapet i 1855–1859 års kommitté för utarbetande av ordningsstadga för rikets städer och 1858–1859 års kommitté för ny bevillningsstadgas uppgörande. Sedan von Koch efter faderns död 1848 erhållit säte och stämma på riddarhuset, deltog han i adelns förhandlingar vid alla följande ståndsriksdagar. Efter representationsförändringen, av vilken han var anhängare, valdes von Koch 1866 av Blekinge läns landsting till ledamot av Första kammaren och omvaldes 1875. Vid 1867 års riksdag var han ledamot av konstitutionsutskottet.
Inom politiken ägnade Koch särskild uppmärksamhet åt undervisningsfrågor och humanitära spörsmål. Han deltog i stiftandet av Hillska skolan på Barnängen (1830) och av Sällskapet för nyttiga kunskapers spridande (1833), visade i sin ämbetsutövning obenägenhet att åtala anmälda förbrytelser mot konventikelplakatet och uttalade sig vid riksdagarna för en sparsammare användning av edgång, dödsstraffets samt vatten- och brödstraffets avskaffande, gift kvinnas rätt att råda över sin egen arbetsförtjänst, oäkta barns lika arvsrätt med äkta efter mor samt inskränkning av förmögenhetens övervikt vid kommunala frågors avgörande.
Som riksdagsmotionär och medlem av bevillningsstadgekommittén arbetade han för upphävandet av personella skatter och införandet av allmän nettoinkomstskatt. Av frihandelsidén var han en avgjord anhängare; särskilt motionerade han om tullfrihet på flera livsförnödenheter. Genom en motion vid 1856 års riksdag gav han uppslaget till den allmänna regleringen av prästerskapets löneinkomster. Under den nya riksdagsordningens tid motionerade Koch ihärdigt om ändringar i brännvinslagstiftningen till nykterhetens främjande samt till en jämnare fördelning mellan landsbygden och städerna av inkomsten av försäljningsavgifterna. Även var han genom motioner verksam för medgivande av oinskränkt jordavsöndring och för ett rättvisare ordnande av skjutsväsendet, väghållningstungan och skyldigheten att uppföra allmänna byggnader på landet.
von Koch deltog i 1873 års s.k. kompromiss rörande de stora försvars- och grundskattefrågorna. Med bestämdhet uttalade han sig för öppen votering vid riksdagsförhandlingarna.